# Thomas Metzinger
Pour les articles homonymes, voir Metzinger.

Thomas Metzinger, (né le 12 mars 1958 à Francfort-sur-le-Main), est un philosophe allemand.
Ses champs de recherche sont la philosophie de l'esprit, la philosophie des sciences, les neurosciences et la neuroéthique.

## Biographie
Thomas Metzinger a étudié la philosophie, l'anthropologie et la théologie à l'Université Johann Wolfgang Goethe de Francfort-sur-le-Main.
En 1985 , il obtient son doctorat avec une thèse sur le problème corps-esprit.
À partir de 1992 , il enseigne à l'Université de Giessen.
En 2000, Thomas Metzinger est nommé professeur de philosophie des sciences cognitives à l'Université d'Osnabrück, cependant, il change la même année pour enseigner à l'Université de Mayence.
De 2008 à 2009, il est Fellow au Collège scientifique de Berlin.
Depuis 2011, il occupe le poste de directeur du groupe de philosophie théorique au département de philosophie de l' Université Johannes Gutenberg de Mayence .
Il est Fellow associé à la Institut d'Études Avancées de Francfort (en) et membre du conseil de la Fondation Giordano Bruno.
De 2014 à 2019 , il est membre du Gutenberg College Research de Mayence.

## Travaux de recherche
Tomas Metzinger est reconnu pour sa connaissance des aspects fondamentaux de la neurobiologie, de la conscience et des relations entre le corps et l'esprit.
En 2003, Thomas Metzinger publie l'ouvrage Being No One.
Dans ce livre il affirme : « le Soi n'existe pas. Personne n'a ou n'aura jamais un Soi, seul existent des Sois phénoménologiques tels qu'ils apparaissent lors d'expériences conscientes. Le Soi phénoménal n'est pas une chose mais un processus. C'est le contenu d'un Self model (en) transparent ».
En 2009, Thomas Metzinger publie une suite à Being No One pour un large public: The Ego Tunnel. Ces vues ont suscité des débats en philosophie de l'esprit,.

### Monographies
- (de) Neuere Beiträge zur Diskussion des Leib-Seele-Problems, Francfort-sur-le-Main, Peter Lang, 1985, 327 p. (ISBN 3-8204-8927-4)
- (de) Subjekt und Selbstmodell. Die Perspektivität phänomenalen Bewußtseins vor dem Hintergrund einer naturalistischen Theorie mentaler Repräsentation, Paderborn, mentis, 1993, 325 p. (ISBN 3-89785-081-8)
- (en) Being No One. The Self-Model Theory of Subjectivity, Cambridge, MA., MIT Press, 2003, 699 p. (ISBN 0-262-13417-9)
- (en) The Ego Tunnel : The Science of the Mind and the Myth of the Self, New York, Basic Books, 2009, 276 p. (ISBN 978-0-465-04567-9 et 0-465-04567-7)
- (de) Der Ego-Tunnel : Eine neue Philosophie des Selbst : Von der Hirnforschung zur Bewusstseinsethik, Berlin, Berlin Verlag, 2009, 378 p. (ISBN 978-3-8270-0630-1 et 3-8270-0630-9)
- (de) Der Ego Tunnel. Eine neue Philosophie des Selbst : Von der Hirnforschung zur Bewusstseinsethik, Berlin, Berlin Verlag. eBook, 2010 (ISBN 978-3-8270-7037-1)
- (en) Being No One. The Self-Model Theory of Subjectivity, Cambridge MA, MIT Press, coll. « Kindle edition, ASIN B004ELBJ56 », 2011

### Directions d'ouvrages
- (de) Bewußtsein – Beiträge aus der Gegenwartsphilosophie, Paderborn, mentis, 1995, 792 p. (ISBN 3-89785-012-5)
- (en) Conscious Experience., Paderborn, Thorverton und mentis, 1995, 564 p. (ISBN 0-907845-10-X)
- (en) Neural Correlates of Consciousness – Empirical and Conceptual Questions, Cambridge, MA., MIT Press, 2000, 350 p. (ISBN 0-262-13370-9, lire en ligne)
- (de) Grundkurs Philosophie des Geistes – Band 1: Phänomenales Bewusstsein, Paderborn,, mentis, 2006 (ISBN 3-89785-551-8)
- (de) Grundkurs Philosophie des Geistes – Band 2: Das Leib-Seele-Problem, Paderborn, mentis, 2007 (ISBN 978-3-89785-552-6 et 3-89785-552-6)
- (de) Grundkurs Philosophie des Geistes – Band 3: Intentionalität und mentale Repräsentation, Paderborn, mentis, 2010, 522 p. (ISBN 978-3-89785-553-3)
- (en) Thomas Metzinger (ed.), Jennifer M. Windt (ed.), Open Mind : Philosophy and the Mind Sciences in the 21st Century, MIT Press, 2016, 1864 p. (ISBN 978-0-262-03460-9)